# بئر عظمان (الرقة)
بئر عظمان قرية سورية تتبع ناحية الكرامة في منطقة مركز الرقة في محافظة الرقة. بلغ عدد سكانها 19 نسمة في عام 2004 حسب إحصاء المكتب المركزي للإحصاء.